# Movie Rush - La febbre del cinema
Movie Rush - La febbre del cinema è un film del 1976 diretto da Ottavio Fabbri.
Tra gli interpreti Massimo Boldi e la cantante Loredana Bertè.